# نانسی لی گران
 نانسی لی گران (انگلیسی: Nancy Lee Grahn؛ زادهٔ ۲۸ آوریل ۱۹۵۸) یک هنرپیشه اهل ایالات متحده آمریکا است. وی از سال ۱۹۸۰ میلادی تاکنون مشغول فعالیت بوده‌است.